# 劔樹人
劔 樹人（つるぎ みきと、1979年5月7日 - ）は、日本のベーシスト、漫画家、元マネージャー。狼の墓場プロダクション所属。新潟県出身。
吉川友、でか美ちゃんwithメガエレファンツ、和田彩花とオムニバス、LOLOETのベーシストとして活動する一方、主に自身とその周辺を題材とした漫画作品を発表している。

## 略歴
新潟県立新潟高等学校時代にベースを始め、大阪市立大学に進学後、2000年、音楽サークルの仲間たちでイデストロイドを結成。このときにライブハウス・難波ベアーズの店員として働いていた池永正二（あらかじめ決められた恋人たちへ）と出会う。
就職後、「恋愛研究会。」を立ち上げ、そのイベントにミドリを呼んだところ、当時ベースが不在だったミドリにベーシストとして誘われ加入。しかし、メジャーデビューを前に失踪、上京する。
2008年、上京した池永に誘われ、あらかじめ決められた恋人たちへにライブメンバーとして参加。
2009年より、パーフェクトミュージックで神聖かまってちゃんや撃鉄のマネージメントを担当。2013年4月にマネージャー職を離れ、DPG（後の「THE 夏の魔物」）のプロデューサーに就任するが、同年8月、会社事情（後任のマネージャー・成田光春がパーフェクトミュージック代表取締役に就任）によりマネージャーに復帰。
2011年、神聖かまってちゃんのドラム・みさこ（鈴姫みさこ）が中心となり結成されたバンドじゃないもん!の立ち上げ時にベースとして参加。
また、2011年には雑誌「EYESCREAM」（スペースシャワーネットワーク）がWebサイトを強化するにあたり、クリエイターブログの執筆を依頼され、コミックエッセイを描き始める（2014年7月に『高校生のブルース』として太田出版より書籍化）。
2014年5月、初の著書『あの頃。男子かしまし物語』（イースト・プレス）を出版。2020年1月、今泉力哉監督により『あの頃。』のタイトルで映画化、主人公の劔を松坂桃李が演じることが発表、2021年2月19日公開。
2013年6月にはエッセイストの犬山紙子との交際を発表、2014年8月8日に入籍した。結婚後は兼業主夫となり、犬山の妊娠を機にマネージメント業務から離れている。2017年1月6日、犬山が第1子を出産、父親となった。2017年に出版した『今日も妻のくつ下は、片方ない。 妻のほうが稼ぐので僕が主夫になりました』（双葉社）で主夫の友アワード2018の主夫部門を受賞。
2019年9月、山田昌治（YU-M エンターテインメント代表取締役）、michitomo（音楽プロデューサー）と共にユニットを結成。（夢を諦められないアラフォーおじさんユニットとしている。）YouTubeチャンネル「Around 40 Japanese Guyz」を立ち上げ。2020年8月8日、「でか美祭 2020 〜8月8日はぱいぱいの日〜」（TSUTAYA O-WEST）にて3人による初のライブパフォーマンスを行った。
2024年10月、あらかじめ決められた恋人たちへから脱退を発表。

## 人物・エピソード
ゆらゆら帝国のマネージャーであった清水利晃とは10年来の付き合いである。1999年に大学の文化祭実行委員でコンサート企画を担当していた劔はゆらゆら帝国を招へいし、このときにマネージメントを務めていた清水と対面する。そして2010年、とあるライブハウスで劔と清水と再会を果たすことになる。後にパーフェクトミュージックに移籍した清水は、劔がベースを務めていたあらかじめ決められた恋人たちへのマネージメントを担当。この再会のエピソードは劔がマンガにしてブログに公開している。
Negiccoプロデューサーのconnieは高校時代1年先輩であった
2002年、松浦亜弥のミュージックビデオを見たことでハロー!プロジェクト（ハロプロ）のファンとなる。劔が大阪在住時代、当時ハロヲタだった杉作J太郎と出会い、のちに男の墓場プロダクション（2020年「狼の墓場プロダクション」に改名）の結成に参加している。
途中ハロプロを含めアイドルから離れていた時期はあったが、2011年に吉田豪から「（当時劔がハマっていた）K-POPはあなたの力を必要としてないけど、松浦亜弥はあなたの力を必要としている」「松浦さんがちゃんと音楽活動をできないでいるいま、劔さんが助けないでどうする！」と説得されたこと、2012年に松浦亜弥のかつてのライブ動画を見たことで再発。さらに、犬山から「なんでいまモーニング娘。を応援してないの？」と諭され、「道重さゆみ原理主義者」を自称している。
かつて、アンジュルムの握手会で和田彩花に仕事の話をするというヲタク活動を行っていたが、当時、和田自身は握手会の短い時間で劔が何を言っているかわからず、山田に「劔さんって知ってますか？」と尋ねたこともあったと語っている。和田がアンジュルム卒業後、音楽活動を再開した当時のバンドはベースレス編成であったが、2020年3月14日から15日にかけて行われた「25時間半テレビ 〜アイドルと未来へ向かう場所〜 #愛で山田を救ってくれ」でベースとして参加。同年8月1日に開催された「和田彩花 2020 延期の延期の延期」（Zepp Tokyo）ではバンマスを務めている。

## 作品
- 『ハロー!プロジェクトの全曲から集めちゃいました! Vol.7 映画「あの頃。」編（劔樹人）』（アップフロントワークス、2021年2月10日）※選曲

## 著書
- 『あの頃。男子かしまし物語』イースト・プレス（原著2014年5月24日）。ISBN 978-4781611921。
- 『高校生のブルース』太田出版（原著2014年7月17日）。ISBN 978-4778322311。
- 『今日も妻のくつ下は、片方ない。 妻のほうが稼ぐので僕が主夫になりました』双葉社（原著2017年6月21日）。ISBN 978-4575312669。
- 『僕らの輝き ハロヲタ人生賛歌』イースト・プレス（原著2020年12月16日）。ISBN 978-4781619330。
- 『敗者復活のうた。』双葉社（原著2020年12月16日）。ISBN 978-4575316056。

## 出演

### 映画
- 劇場版 神聖かまってちゃん ロックンロールは鳴り止まないっ（2011年）
- 怪談新耳袋 殴り込み! 劇場版<東海道編>（2011年）
- SRサイタマノラッパー ロードサイドの逃亡者（2012年）
- これは僕がアカシックというバンドを撮ったドキュメンタリーである。（2014年）
- モヒカン故郷に帰る（2016年）
- チョコレート・デリンジャー（2017年）

### テレビ
- オトナの!（2012年10月18・25日（10月17・24日深夜）、TBSテレビ）※杉作J太郎と共演[29]
- FULL CHORUS 〜音楽は、フルコーラス（2018年10月8日（ゲスト：道重さゆみ）・2019年5月13日（ゲスト：アンジュルム）、BSスカパー!）※コメントゲスト
- BOOKSTAND.TV（2020年10月17日（16日深夜）、BS12 トゥエルビ）
- バラいろダンディ（2021年1月22日、TOKYO MX）

### ネット配信
- 鬼束ちひろの「包丁の上でUTATANETS」（ニコニコ生放送、2011年9月 - 2012年4月）[30]
- 真夜中のニャーゴ（ホウドウキョク24、2016年9月5日）
- 猫舌SHOWROOM「豪の部屋」（SHOWROOM、2019年7月16日）